# Gębałka
Gębałka (niem. Gembalken, Gębałówka (1947)) – wieś w Polsce położona w województwie warmińsko-mazurskim, w powiecie węgorzewskim, w gminie Pozezdrze.
W latach 1975–1998 miejscowość administracyjnie należała do województwa suwalskiego.